# Samsung Galaxy J7
Samsung Galaxy J7 - смартфон среднего ценового диапазона Android, выпущенный компанией Samsung Electronics в 2015 году..
В Латинской Америке Galaxy J7 (SM-J700M) продавался вместе с Galaxy S5 Neo (SM-G903M), в котором используется тот же SoC Exynos 7580 Octa. В зависимости от версии, он может быть или не быть оснащен слотом для второй сим-карты, NFC и чипсетами Snapdragon или Exynos..

## Технические характеристики

### Аппаратное обеспечение
Galaxy J7 (2015) - смартфон размером 152,2 x 78,7 x 7,5 миллиметров и весом 171 грамм.
Устройство оснащено интерфейсами GSM, HSPA, LTE, Wi-Fi 802.11 b/g/n с поддержкой Wi-Fi Direct, Bluetooth 4. 1 с A2DP, GPS с A-GPS и GLONASS, NFC (только в версиях с чипсетом Snapdragon) и FM-радио. Он имеет порт microUSB 2.0 и 3,5 мм аудиоразъем.
Galaxy J7 (2015) оснащен 5,5-дюймовым емкостным сенсорный экран, S-AMOLED типа с соотношением сторон 16:9 и разрешением 720 x 1280 пикселей (плотность 267 пикселей на дюйм). Боковая рама и задняя часть изготовлены из пластика. Литий-ионный аккумулятор емкостью 3000 мАч является съемным.
Чипсет представляет собой Exynos 7580 Octa или Snapdragon 615 (в зависимости от версии), с восьмиядерным CPU, состоящим в обоих случаях из 8 Cortex-A53 и GPU. Adreno 405 или Mali-T720MP2. Внутренняя память - 16 Гб eMMC 4.5/5.0, а RAM - 1.5 Гб.
Задняя камера имеет 13 мегапиксельный сенсор, оснащена автофокусом и вспышкой, способная записывать максимальное full HD видео со скоростью 30 кадров в секунду, а фронтальная камера - 5 мегапикселей, со светодиодной вспышкой.